# Lom (Ještědsko-kozákovský hřbet)
Lom (683 m n. m., německy Scheuflerkoppe) je vrch v okrese Liberec Libereckého kraje. Leží asi 1 km zjz. od Noviny na katastrálním území Novina u Liberce a Křižany. Je součástí Přírodního parku Ještěd.

## Popis
Je to suk tvaru asymetrické kupy tektonicky vyzdvižený na hrásťový hřbet při lužickém zlomu. Je tvořený různými prvohorními metamorfovanými a sedimentárními horninami.
Přes Křižanské sedlo na jihovýchodě je Lom spojen s vrchem Bukovka (672 m n. m.) v Maloještědském hřbetu. Přes sedlo na severozápadě je napojen Malý Vápenný (687 m n. m.). Vrch je až na vrcholovou část zalesněný, a to jehličnatými či smíšenými porosty.

## Kamenolomy

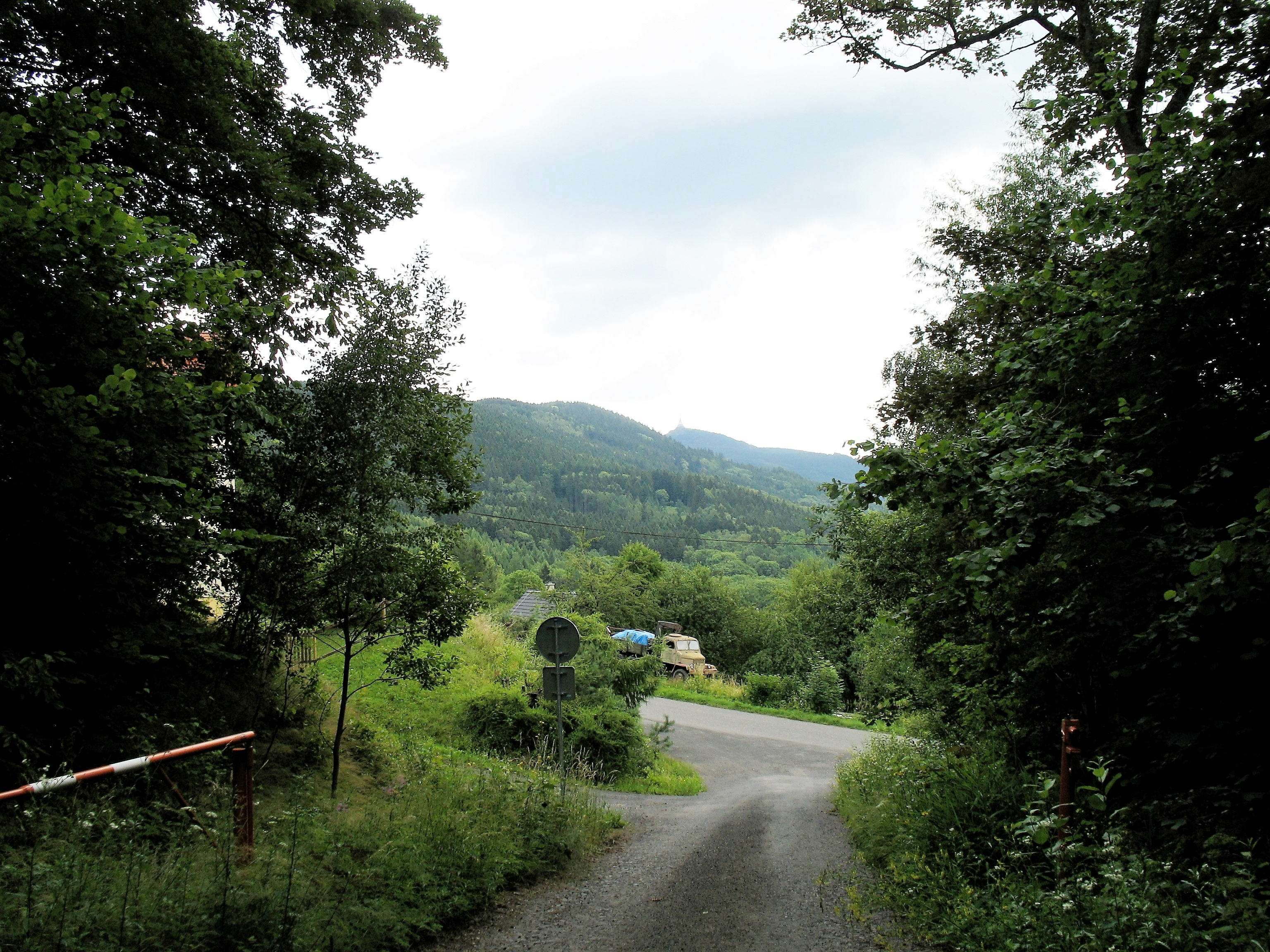
Pohled na Ještěd od cesty na jižním úpatí Lomu

Na vrchu je několik starých kamenolomů (lomů), od nichž je pravděpodobně odvozen název samotného vrchu.

## Geomorfologické zařazení
Vrch náleží do celku Ještědsko-kozákovský hřbet, podcelku Ještědský hřbet, okrsku Kryštofovy hřbety, podokrsku Vápenný hřbet a části Zdislavskošpičácký hřbet.

## Přístup
Automobilem lze nejblíže přijet do Novin, do Křižan nebo k silnici je spojující. Z východu a jihu obkružuje vrch železniční trať Liberec – Česká Lípa se stanicí Křižany. Severně od vrcholu vede červená turistická značka, západně zelená značka.